# Acanthurus tractus
Acanthurus tractus es una especie de pez del género Acanthurus, familia Acanthuridae. Fue descrita científicamente por Poey en 1860. Se consideraba sinónimo de Acanthurus bahianus, pero se separó debido a que se ha comprobado que A. bahianus posee una composición genética muy diferente de A. tractus, también por el color y su distribución.
Se distribuye desde el noroeste hasta el Atlántico Centro-Occidental: desde Massachusetts y las Bermudas hasta Trinidad y Tobago, incluido el Golfo de México y las islas del Caribe. La longitud estándar (SL) es de 38,1 centímetros. Habita en fondos poco profundos con formaciones coralinas o rocosas. Puede alcanzar los 45 metros de profundidad
Clasificado como un pez traumatogénico. Potencialmente peligroso para el ser humano ya que puede causar mordeduras o heridas.